# 王立誠
王 立誠（おう りっせい、ワン リーチョン、 1958年11月7日 - ）は、台湾出身の囲碁棋士。日本棋院東京本院所属、加納嘉徳九段門下、九段。
棋道賞最優秀棋士賞を2度受賞。3年連続賞金ランキング1位（2000年-02年）。
棋聖位3連覇、十段4連覇、LG杯世界棋王戦優勝など。シノギを得意とする勝負強い棋風で、特に中盤から終盤にかけての逆転力があり、「逆転の王」「王立誠マジック」と称される。
夫人との間に1女、1男。日本棋院中部総本部所属の王景怡三段は実娘、関西棋院研修棋士の王景弘初段は実息。台湾プロ棋士の張正平三段（陳詩淵九段の夫人）と張原栄二段は実甥。
呉清源の研究会に参加し、1990年代以降に呉が「21世紀の碁」として提唱する、コゲイマへの肩ツキ等の手法を実戦で用いて一般化させた。また早碁棋戦優勝が多く、「早碁の王様」のニックネームもある。門下に張豊猷八段、関西棋院の呉柏毅三段。

## 経歴
1971年来日。1972年、13歳で入段。1975年から1976年にかけて歴代2位となる公式戦24連勝を記録。1976年に棋聖戦三段戦に優勝し、パラマス戦を勝ち上がって棋聖戦ボーイと呼ばれる。
1981年、新人王戦で棋戦初優勝。この頃は山城宏、片岡聡、小林覚と並んで若手の四天王として期待される。
1988年九段。1989年に鶴聖戦で一般棋戦初優勝。
1994年　第20期名人戦リーグ入り。
1995年　第43期王座戦で趙治勲王座を3-0で破り初タイトル獲得（第43期）。第20期名人戦リーグ残留。
1996年　第44期で王座位を柳時熏に奪取される。第21期名人戦リーグ残留。
1997年　第22期名人戦リーグ・プレーオフ。第53期本因坊戦リーグ入り。第35期王座戦本戦決勝進出。第22期碁聖戦本戦ベスト4。
1998年　本因坊戦、名人戦で趙治勲に挑戦するが、それぞれ2-4で敗れる。この名人戦第4局は、タイトル戦史上初の三コウ無勝負となった。第36期十段戦本戦ベスト4。第23期碁聖戦本戦ベスト4。
1999年　第47期王座位を趙治勲相手に防衛。第24期名人戦リーグ残留。第55期本因坊戦リーグ陥落。
2000年には第24期棋聖戦で趙治勲を4-2で破り初の棋聖位。第48期王座位を二十五世本因坊治勲相手に防衛（3連覇）。第25期名人戦リーグ残留。棋道賞最優秀棋士賞を受賞。賞金ランキング1位。
2001年、第25期棋聖位を趙善津相手に防衛。小林光一から十段位奪取。第49期王座位を二十五世本因坊治勲に奪取される。第26期名人戦リーグで陥落（6期）第27期天元戦本戦ベスト4。棋道賞最優秀棋士賞を受賞。賞金ランキング1位。
2002年　第26期棋聖位を柳時熏相手に防衛（3連覇）。第5局では終局直前のダメ詰めの最中、挑戦者柳時熏が6子アタリを放置、これを打ち抜いて逆転勝ちして論議の的となった。第40期十段位を武宮正樹相手に防衛。第27期名人戦リーグで復帰・残留。第28期天元戦本戦ベスト4。3年連続で賞金ランキング1位。
2003年　第27期棋聖位を山下敬吾に奪取される。第41期十段位を高尾紳路相手に防衛。第28期名人戦リーグ残留。第59期本因坊戦リーグに4期ぶりに復帰。第29期天元戦本戦ベスト4。中国囲棋甲級リーグ戦に北京海淀チームで出場。
2004年　第42期十段位を張栩相手に防衛（4連覇）。第29期名人戦リーグで陥落（3期）。本因坊戦リーグ残留。
2005年　第43期十段位を二十五世本因坊治勲に奪取される。第60期本因坊戦リーグ陥落（2期）。第61期本因坊戦リーグ復帰。
2006年　本因坊戦リーグ陥落。第32期天元戦本戦ベスト4。
2008年2月14日、1000勝達成（史上11人目、49歳3か月、入段から35年10か月）。
2010年　第66期本因坊戦リーグに5期ぶりの復帰。第48期十段戦本戦ベスト4。
2011年　本因坊戦リーグ陥落。
2013年5月23日、1100勝達成（史上10人目、54歳6か月、入段から41年1か月）
2014年　第52期王座戦本戦ベスト4。
2017年　第42期碁聖戦本戦ベスト4。
2020年、文化庁長官表彰。
2022-23年、第47期棋聖戦ファーストトーナメント準々決勝に進出。
2025年にはLG杯に歴代優勝者として招待出場。1回戦でワイルドカードの仲邑菫に敗れる。

## 獲得タイトル

### 世界戦
- LG杯世界棋王戦 1998年
- 春蘭杯世界囲碁選手権戦 2000年

### 七大タイトル
- 棋聖 2000-02年
- 十段 2001-04年　4連覇(歴代1位タイ)
- 王座 1995、1998-2000年(歴代5位）

### その他国内戦
- 新人王戦 1981年
- 新鋭トーナメント戦 1983年
- 鶴聖戦 1989、93、99、2000年
- アコム杯全日本早碁オープン戦 1994年
- JT杯星座囲碁選手権戦 1995年
- NHK杯テレビ囲碁トーナメント 1997年

### その他の棋歴
- 世界囲碁選手権富士通杯 準優勝 1992、97年
- テレビ囲碁アジア選手権戦 準優勝 1997年
- 春蘭杯世界囲碁選手権戦 準優勝 2001年
- 中環杯世界囲棋選手権戦 準優勝 2005年
- 日中スーパー囲碁（日本チームで出場）
  - 1996年 0-1 ×常昊
- CSK杯囲碁アジア対抗戦（台湾チームで出場）
  - 2003年 2-1
  - 2004年 2-1
  - 2005年 0-3
  - 2006年 0-3
- 農心辛ラーメン杯世界囲碁最強戦（日本チームで出場）
  - 2003年 0-1（×朴永訓）
- 中国囲棋甲級リーグ戦
  - 2003年（北京海淀）

## 著作
- 『王立誠―打碁鑑賞シリーズ<8> (囲碁文庫)』日本棋院　2004年
- 『呉清源・王立誠 囲碁の真理を探る』（全三巻）誠文堂新光社
- 『逆転の極意 (最強囲碁塾) 』河出書房新社　2005年